# Juraj Gajdošík
Juraj Gajdošík (ur. 1 sierpnia 1988 w Galancie) – słowacki wioślarz.

## Osiągnięcia
- Mistrzostwa Świata Juniorów – Amsterdam 2006 – dwójka bez sternika – 19. miejsce[1].
- Mistrzostwa Świata U-23 – Glasgow 2007 – dwójka bez sternika – 17. miejsce[1].
- Mistrzostwa Europy – Poznań 2007 – czwórka bez sternika – 12. miejsce[1].